# Сигма-фактор
Сі́гма-фа́ктор (σ-фактор) — білок, необхідний для ініціації транскрипції у прокаріотів. Він є обов'язковою частиною білкового комплексу РНК-полімерази та забезпечує специфічне зв'язування з ділянками промоторів на ДНК. Різні σ-фактори активуються у відповідь на різні клітинні сигнали або  умови довкілля. Кожний комплекс РНК-полімерази містить рівно одну субодиницю σ-фактору. Модельна бактерія Escherichia coli має в своєму геномі як мінімум вісім σ-факторів, число σ-факторів змінюється залежно від виду бактерій та архей. Всі σ-фактори позначаються згідно з їхньою молекулярною масою, наприклад, σ70 означає σ-фактор з молекулярною вагою 70 кДа.